# Katholieke Kerk in Mauritius

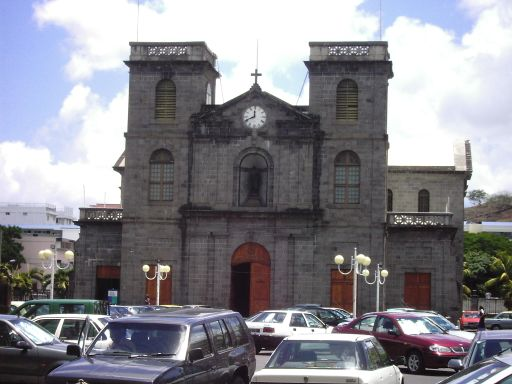
Kathedraal van Port-Louis

De Katholieke Kerk in Mauritius is een onderdeel van de wereldwijde Katholieke Kerk, onder het geestelijk leiderschap van de paus en de curie in Rome.
In 2007 waren ongeveer 311.856 (26,4%) inwoners van Mauritius katholiek. Mauritius bestaat uit twee bestuurlijke divisies, het bisdom Port-Louis en het apostolisch vicariaat Rodrigues. De bisschoppen zijn samen met collegas uit de Comoren, Réunion en de Seychellen lid van de bisschoppenconferentie van de Indische Oceaan. President van de bisschoppenconferentie is Denis Wiehe, bisschop van Port Victoria (Seychellen). Verder is men lid van de Symposium des Conférences Episcoaples d’Afrique et de Madagascar.
Apostolisch nuntius voor de Seychellen is aartsbisschop Tomasz Grysa, die tevens nuntius is voor Madagaskar en de Seychellen en apostolisch gedelegeerde voor de Comoren.

## Bisdommen
- Bisdom Port-Louis
- Apostolisch vicariaat Rodrigues

## Nuntius
- Apostolisch pro-nuntius
  - Michele Cecchini (1970 – 18 juni 1976)
  - Sergio Sebastiani (27 september 1976 – 8 januari 1985, later kardinaal)
  - Agostino Marchetto (31 augustus 1985 – 7 december 1990)
  - Blasco Francisco Collaço (28 februari 1991 – 13 april 1996)
- Apostolisch nuntius
  - Adriano Bernardini (15 juni 1996 – 24 juli 1999)
  - Bruno Musarò (25 september 1999 – 10 februari 2004)
  - Augustine Kasujja (9 juni 2004 – 2 februari 2010)
  - Eugene Martin Nugent (13 maart 2010 - 10 januari 2015)
  - Paolo Rocco Gualtieri (24 oktober 2015 – 6 augustus 2022)
  - Tomasz Grysa (sinds 21 maart 2023)